# Magdeburger Regionalverkehrsverbund
Der Magdeburger Regionalverkehrsverbund (Marketingname marego.) ist ein Verkehrsverbund des öffentlichen Personennahverkehrs für die sachsen-anhaltische Landeshauptstadt Magdeburg und die umliegenden Landkreise. Ursprünglich war seine Einführung zum 1. Januar 2010 geplant, nach einigen Verzögerungen trat der Verbundtarif mit dem Fahrplanwechsel am 12. Dezember 2010 in Kraft.

## Ausgangslage
Das Gebiet um Magdeburg war einer der letzten Ballungsräume Deutschlands, in dem kein Verkehrsverbund bestand. Für jedes Verkehrsunternehmen galten eigene Tarifbestimmungen, sodass beim Umstieg in ein anderes Verkehrsmittel in der Regel eine zweite Fahrkarte erforderlich wurde. Als Alternative gab es nur den Magdeburg-Umland-Tarif (MUM), der zeitgleich mit der Einführung des marego abgeschafft wurde. Der MUM-Tarif war ebenfalls in allen Verkehrsmitteln gültig, wurde allerdings nur in Form von Zeitkarten und Tageskarten angeboten, ein Angebot für Einzelfahrkarten bestand nicht. Ebenfalls abgeschafft wurde zum 12. Dezember 2010 der S-Bahn-Tarif Magdeburg, ein ehemaliger Sondertarif der DB Regio AG.

## Verbundgebiet

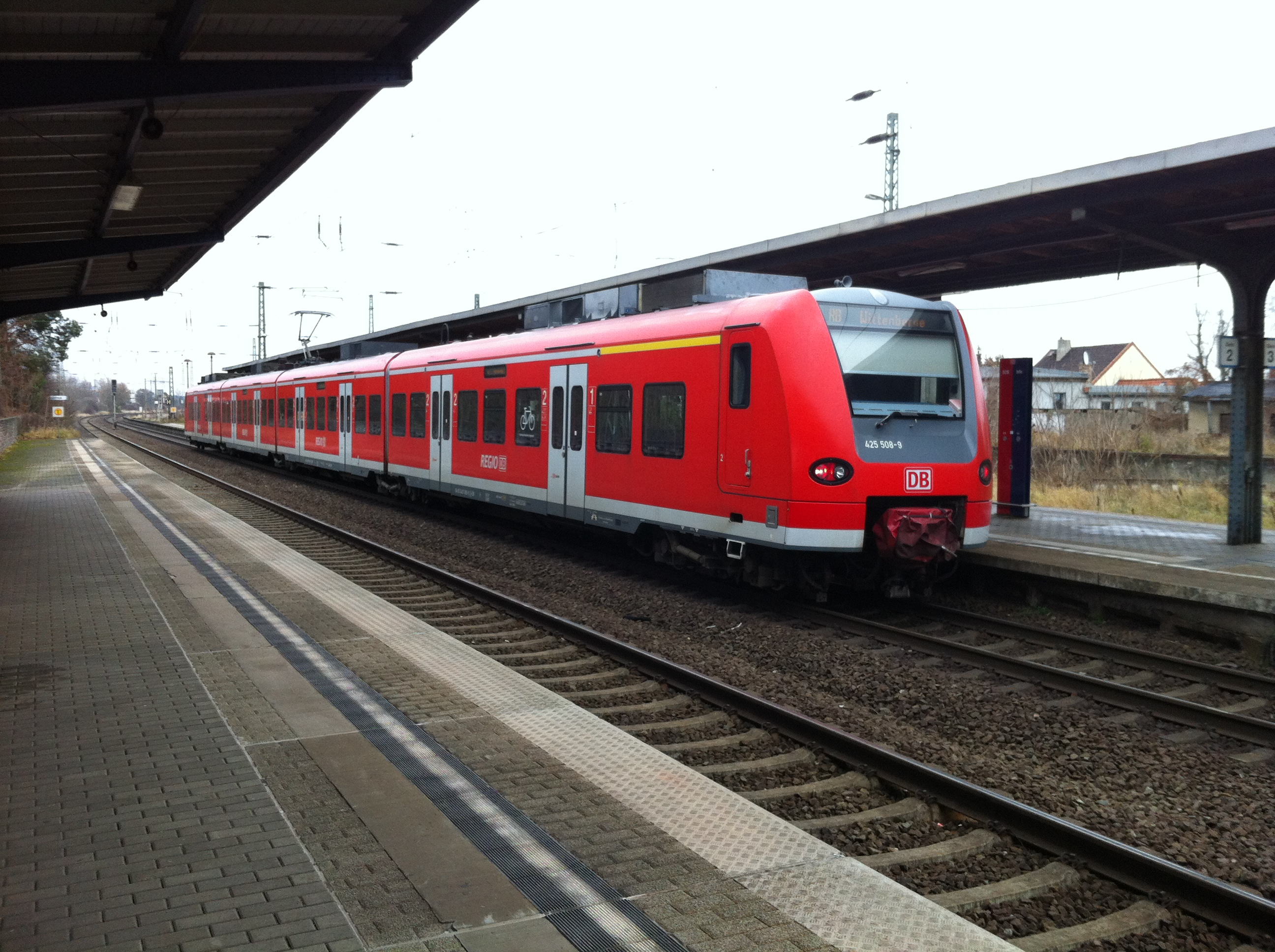
RB im Bahnhof Wolmirstedt (Landkreis Börde)

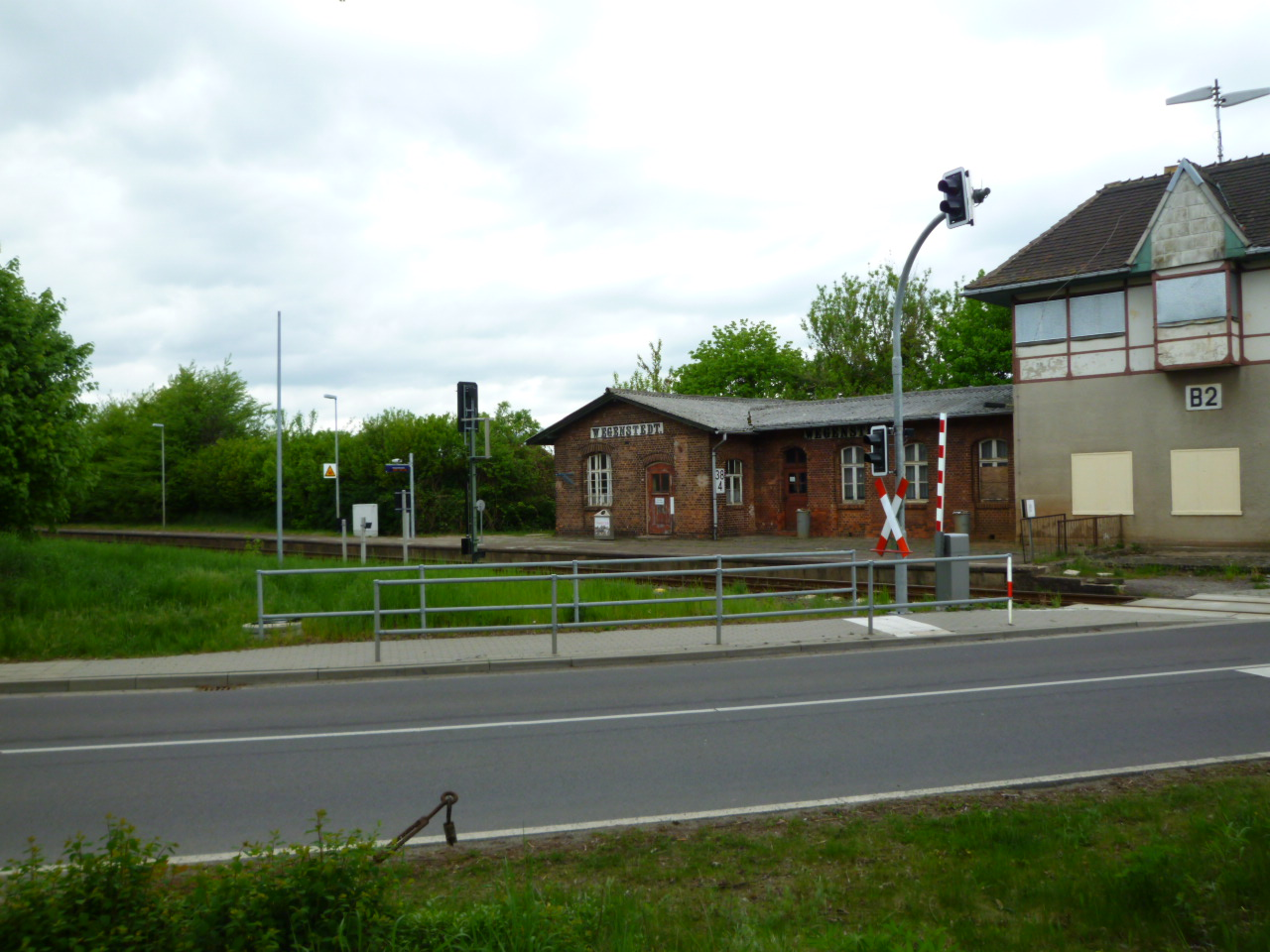
Haltepunkt Wegenstedt

Der Magdeburger Regionalverkehrsverbund erstreckt sich auf das folgende Gebiet mit etwa 687.000 Einwohnern:
- Landeshauptstadt Magdeburg
- Landkreis Börde
- Landkreis Jerichower Land
- Salzlandkreis

In den Verbundtarif einbezogen sind zudem bestimmte benachbarte Bahnhöfe und Haltestellen, bspw. der Bahnhof Helmstedt oder Wolfsburg Hauptbahnhof (seit 9. Dezember 2018).

## Ziele
Ziele sind die Schaffung eines einheitlichen Tarifsystems für alle Verkehrsmittel des ÖPNV (Omnibusse und Straßenbahnen der Magdeburger Verkehrsbetriebe sowie die S-Bahn Mittelelbe und die Regionalzüge), eine bessere Abstimmung der Verkehrsmittel untereinander sowie eine gemeinsame Vermarktung.

## Planungsphase
Ab 2004 war seitens des Ministeriums für Landesentwicklung und Verkehr des Landes Sachsen-Anhalt, der Landeshauptstadt Magdeburg und der Landkreise der Region die Einführung eines Verkehrsverbundes geplant. Nach umfangreichen Untersuchungen und Verkehrserhebungen wurde ein Verbund für Magdeburg und die angrenzenden Landkreise für sinnvoll erklärt. Eine sogenannte große Verbundlösung, die auch die Altmark und den Harz einbezogen hätte, wurde dabei verworfen. 2008 einigte man sich auf die Form des Unternehmensverbundes, wobei die Verkehrsunternehmen die Träger der Verbundgesellschaft sind. Seit 2009 besteht in Magdeburg als Vorläuferorganisation der Verkehrsgesellschaft ein Vorbereitungsbüro, das u. a. den finanziellen Bedarf zur Einführung eines einheitlichen Tarifsystems berechnen und das Vertragswerk für den Verbund ausarbeiten sollte. Ziel war die Schaffung des Magdeburger Regionalverkehrsverbundes zum 1. Januar 2010, was jedoch nicht eingehalten werden konnte. Mittlerweile haben die beteiligten Gebietskörperschaften die erforderliche Zustimmung für die verspätete Gründung gegeben und der Grundvertrag wurde von Verkehrsminister Karl-Heinz Daehre unterzeichnet. Das Land Sachsen-Anhalt gleicht die durch den neuen Tarif entstehenden Verluste für die beteiligten Verkehrsunternehmen aus und zahlt hierfür über vier Jahre bis zu 5,5 Mio. Euro. Der Verbundtarif wurde am 12. Dezember 2010, gleichzeitig mit dem Fahrplanwechsel, eingeführt. Er basiert auf Tarifzonen und ersetzt dabei die bisher geltenden Haustarife sowie den Magdeburg-Umland-Tarif (MUM), der auch in den Gebieten, auf die sich der Verbund nicht erstreckt (Anhalt-Zerbst), außer kraft tritt.

## Beteiligte Unternehmen
Träger des Verbundes sind alle Verkehrsgesellschaften des Verbundgebietes. Dies sind:
- Regionalverkehre Start Deutschland
- DB Regio, Region Südost mit der Tochtergesellschaft Verkehrsbetrieb Elbe-Saale
- Magdeburger Verkehrsbetriebe GmbH & Co. KG
- BördeBus Verkehrsgesellschaft mbH
- Kreisverkehrsgesellschaft Salzland mbH
- Nahverkehrsgesellschaft Jerichower Land mbH
- Personenverkehrsgesellschaft Altmarkkreis Salzwedel mbH